# Petter Eldh
Frans Petter Eldh (Göteborg, 1983) is een Zweedse jazzcontrabassist, die aanvankelijk voornamelijk in Denemarken werkte. Hij woont sinds 2009 in Berlijn.

## Biografie
Eldh groeide op in een artiestenfamilie en luisterde aanvankelijk naar hiphopmuziek. Hij begon op 8-jarige leeftijd met gitaar spelen en schakelde drie jaar later over op de contrabas, voordat hij op 13-jarige leeftijd overging naar de jazz onder invloed van de muziek van Charlie Parker. Tussen 1999 en 2002 ontving hij zijn eerste muzikale opleiding aan het Uddevalla Conservatorium. Hij vervolgde zijn studie aan de Skurup's Jazz School van 2002 tot 2004 voordat hij naar Kopenhagen verhuisde, waar hij in 2009 afstudeerde aan het Rytmisk Music Conservatory.
Eldh werkt sinds het midden van de jaren 2000 o.a. met Django Bates (aan wiens Charlie Parker tribute Conformation (2011) hij meewerkte), Marc Lohr, Philipp Gropper en in de formaties Schneeweiss und Rosenrot en The World. Op het gebied van jazz was hij volgens Tom Lord betrokken bij 28 opnamesessies tussen 2008 en 2018, o.a. met Marius Neset, Fredrik Kronkvist, Magnus Hjorth en in Lucia Cadotsch's Speak Low. Hij heeft ook albums opgenomen met People Are Machines en Exile. Sinds 2011 speelde hij ook in een trio met Wanja Slavin en Christian Lillinger en ook in het Trio Medusa Beats (met Benoît Delbecq en Jonas Burgwinkel). Sinds 2016 is hij ook actief in een trio met Kaja Draksler en Christian Lillinger. In 2019 richtte hij met drie saxofonisten het kwintet KomaSaxo op.

## Prijzen en onderscheidingen
In 2006 won Eldh de Getxo International Jazz Award in Spanje met People Are Machines en in 2007 de Deense Ung Jazz Award in ballingschap. Met Schneeweiss und Rosenrot ontving hij in 2012 de New German Jazz Award.

## Discografie
- 2010: Petter Eldh/Magnus Hjorth/Kazumi Ikenaga: Plastic Moon (Stunt Records)
- 2010: The World: There Is an Ocean Between Us (Hoob Jazz, met Anton Eger, Fabian Kallerdahl)
- 2012: Schneeweiss & Rosenrot: Pool (Yellowbird, met Johanna Borchert, Lucia Cadotsch, Marc Lohr)
- 2013: Slavin/Eldh/Lillinger: Starlight (Unit Records)
- 2019: Koma Saxo (We Jazz, met Otis Sandsjö, Jonas Kullhammar, Mikko Innanen, Christian Lillinger)

- Bibsys: 13017570
- Bibliothèque nationale de France: cb177564765 (data)
- Gemeinsame Normdatei: 1075289882
- International Standard Name Identifier: 0000 0004 0751 0978
- Library of Congress Control Number: no2017107996
- MusicBrainz: c5c4740f-b7e1-4256-856c-1fe3a5f3123f
- Virtual International Authority File: 79145970246932251911
- WorldCat: E39PBJrWF4qTFr4GbyJWCrTvHC